# Starci (2001.)
Starci je hrvatski TV film.

## Opis filma
Trajanje: 58 minuta
U glavnim ulogama su:
- Špiro Guberina

- Ivica Vidović

- Ecija Ojdanić

- Matija Prskalo

Prema djelu Antuna Šoljana Mototor.

## Radnja filma
Radnja se zbiva u vrijeme ljeta.
Priča o dvojici staraca koji očekuju brod koji ih ima odvesti zauvijek, a u međuvremenu već žive u svom svijetu, i nadaju se nekom velikom ulovu za kraj.
Taj veliki ulov dolazi u liku dviju Skandinavka, Zelge i Hilge...
Film je sniman u hvarskoj luci i uz obale otoka Hvara.